# Janet Margolin
Janet Natalie Margolin (25 de julho de 1943 – 17 de dezembro de 1993) foi uma atriz americana de teatro, televisão e cinema..

## Primeiros anos
Janet nasceu na cidade de Nova Iorque em uma família judia. Seu pai, Benjamin Margolin, era um contador judeu russo e fundador da Nephrosis Foundation, atualmente conhecida como Kidney Foundation of New York. Sua mãe, Annette (nascida Lief), era assistente odontológica. Até o final dos anos 1950, Janet tinha o desejo de se tornar médica, mas foi incentivada por amigos de seu pai ligados ao teatro a seguir carreira artística. Estudou na High School of Performing Arts e, antes de se formar, fez um teste para o filme Five Finger Exercise, mas preferiu voltar para Nova Iorque e não assinou contrato na época.

## Carreira
Seu primeiro trabalho como atriz foi em comerciais e na novela The Edge of Night. Em 1961, com 18 anos, conseguiu um papel de destaque na peça da Broadway Daughter of Silence, pelo qual foi indicada ao Tony Award. No cinema, estreou em David and Lisa (1962) e assinou contrato com a 20th Century Fox. Atuou em diversos filmes nos anos 1960, incluindo Morituri ao lado de Marlon Brando e Nevada Smith com Steve McQueen.
Participou de vários outros filmes e programas de televisão ao longo das décadas seguintes. Em 1969, foi par romântico de Woody Allen em Take the Money and Run e apareceu novamente com ele em Annie Hall (1977). Seu último filme foi Ghostbusters II (1989), e suas últimas aparições na TV foram em episódios de Murder, She Wrote e Columbo.

## Vida pessoal
Casou-se com o empresário Jerry Brandt em 1968 e se divorciou em 1971. Em 1979, casou-se com o ator e diretor Ted Wass, com quem teve dois filhos, incluindo o compositor Julian Wass.
Apesar de rumores, Janet não era irmã dos também atores Stuart Margolin e Arnold Margolin, embora tenha contracenado com Stuart na série Lanigan's Rabbi. Era amiga da atriz e produtora Jennifer Salt.
Faleceu em 17 de dezembro de 1993, aos 50 anos, vítima de câncer de ovário. Suas cinzas foram depositadas no cemitério Westwood Memorial Park, em Los Angeles.

## Filmografia

### Cinema
| N.º | Título                         | Ano  |  |
| 1.  | "David and Lisa"               | 1962 |  |
| 2.  | "The Greatest Story Ever Told" | 1965 |  |
| 3.  | "Bus Riley's Back in Town"     | 1965 |  |
| 4.  | "Morituri"                     | 1965 |  |
| 5.  | "El ojo que espía"             | 1966 |  |
| 6.  | "Nevada Smith"                 | 1966 |  |
| 7.  | "Enter Laughing"               | 1967 |  |
| 8.  | "Buona Sera, Mrs. Campbell"    | 1968 |  |
| 9.  | "Take the Money and Run"       | 1969 |  |
| 10. | "Your Three Minutes Are Up"    | 1973 |  |
| 11. | "Annie Hall"                   | 1977 |  |
| 12. | "Last Embrace"                 | 1979 |  |
| 13. | "Distant Thunder"              | 1988 |  |
| 14. | "Ghostbusters II"              | 1989 |  |

### Televisão
- 1961 – The Edge of Night – Betty Morrissey
- 1962 – Ben Casey – Illyana Trivas
- 1963 – The Defenders – Dinah Caldwell
- 1971 – Medical Center – Terri Spencer
- 1976–1977 – Lanigan's Rabbi – Miriam Small (5 episódios)
- 1990 – Murder, She Wrote – Rita Garrison (última aparição)

## Prêmios e indicações
- 1962 – Indicação ao Tony Award de Melhor Atriz Coadjuvante por Daughter of Silence
- 1962 – Vencedora do Theatre World Award
- 1962 – Melhor Atriz no Festival de Veneza por David and Lisa
- 1963 – Indicação ao Globo de Ouro de Revelação Feminina por David and Lisa
- 1964 – Indicação ao BAFTA de Revelação Feminina